# Отложение древлян от Киевской Руси
Отложение древлян от Киевской Руси — последовательность военно-политических событий в истории Древней Руси нач. X века, включающая в себя выход племенного союза древлян из состава формирующегося Древнерусского государства после смерти князя Олега и повторное покорение древлян в результате военного похода киевского князя Игоря Рюриковича.

## Предшествующие события
В 882 году правивший в Новгороде Вещий Олег совершил поход на Киев, убив княживших там варягов Аскольда и Дира. Утвердившись в Киеве, в 883 году Олег совершил ряд завоевательных походов, направленных на покорение соседних восточнославянских племенных союзов древлян, северян и радимичей. Во время похода Олега на Византию в 907 году в сводном русском войске так же принимал участие воинский контингент, набранный в землях покорённых славянских племён, в том числе древлян.

## Датировка смерти Вещего Олега
После смерти Вещего Олега племенной союз древлян вышел из-под власти киевского государства. Из древнерусских летописей известно, что новый киевский князь Игорь Рюрикович был вынужден силой снова приводить древлян к покорности. Датировка событий, происходящих вокруг повторного включения древлян в состав Киевской Руси, как и все даты древнерусского летописания до конца X века, носит условный характер и привязана к дате смерти Вещего Олега.

## Последующие события
В 945 году князь Игорь со своей дружиной отправился к древлянам для сбора полюдья. Обойдя древлянскую землю, Игорь отпустил основную часть своей дружины в Киев вместе с собранной данью, а сам с немногочисленным сопровождением возвратился к древлянам с целью дополнительных сборов, что вызвало возмущение среди древлянского населения. В результате восстания древлян 945 года князь Игорь был убит, а древлянская знать воспользовавшись сложившейся обстановкой предприняла попытку утвердить свою власть в Киевской Руси.